# رجینا فلسزاروا
رجینا فلسزاروا (انگلیسی: Regina Fleszarowa; ۲۸ مارس ۱۸۸۸ – ۱ ژوئیهٔ ۱۹۶۹) زمین‌شناس، کتابدار، سنا اهل لهستان بود. وی بین سال‌های ۱۹۱۳ تا ۱۹۵۸ میلادی فعالیت می‌کرد. او از فعالین حقوق زنان بود و به عنوان سناتور در جمهوری دوم لهستان بین سال‌های ۱۹۳۵ و ۱۹۳۸ خدمت کرد. او با تحصیل در دانشگاه سوربن در سال ۱۹۱۳، تبدیل به اولین زن لهستانی شد که مدرک دکترای رشته علوم طبیعی را دریافت کرد. او که پیشگامان علوم زمین‌شناسی در لهستان به حساب می‌آید، بیش از ۱۰۰ اثر در مورد جغرافیا و زمین‌شناسی این کشور منتشر کرده است. کتابنامه ۵ جلدی او در مورد تاریخ علوم زمین در لهستان بزرگ‌ترین دستاورد علمی او محسوب می‌شود. در طول اشغال لهستان توسط آلمان نازی، او به جنبش زیرزمینی پیوست و در ارتش شرکت کرد. او در سال ۱۹۶۰ نشان درجه ۱ خدمت لهستان را دریافت کرد. فلسزاروا در ۳۰ ژوئن یا ۱ ژوئیه ۱۹۶۹ در در طول یک سفر دریایی در رودخانه ویستولا در حالی که روی کشتی حضور داشت جان باخت. او در گورستان پوازکی ورشو به خاک سپرده شده است.

## اوایل زندگی
رجینا زوفیا دانیش در ۲۸ مارس ۱۸۸۸ در ویسنیوو در استان سیدلس در لهستان روسیه در خانواده پیوتر دانیش متولد شد. پدر و مادرش دارای یک ملک کوچک در بروزو بودند، جایی که او بزرگ شد و تحصیلات ابتدایی خود را به پایان رساند. او قبل از نقل مکان به زوریخ در سال ۱۹۰۶ در ورشو و کیف ادامه تحصیل داد. دانیش با تمرکز بر تحصیلات خود در رشته جغرافیا، در سال ۱۹۰۷ به پاریس نقل مکان کرد. در سال ۱۹۱۰، او در سال ۱۹۱۰ مجوز خود را در رشته علوم از دانشگاه پاریس دریافت کرد و به تحصیل در مقطع دکترا ادامه داد. در اوایل سال ۱۹۱۳، او تبدیل به اولین زن لهستانی شد که مدرک دکترای خود را در زمینه علوم طبیعی دریافت می‌کند.

## فعالیت سیاسی
فلسزاروا در سال ۱۹۳۵ به عنوان سناتور توسط رئیس‌جمهور جمهوری لهستان منصوب شد. او در دوران تصدی خود بر سازماندهی فعالیت‌های علمی و گسترش حقوق شهروندان تمرکز داشت. در سال ۱۹۳۷ یکی از سازمان‌دهندگان باشگاه دموکراتیک ورشو بود که به عنوان معاون آن و حزب اتحاد دموکراتیک خدمت می‌کرد. دوره سناتوری او او در سال ۱۹۳۸ به پایان رسید و در طول اشغال لهستان توسط آلمان نازی، او به جنبش زیرزمینی پیوست و در ارتش شرکت کرد. او در زمینه اطلاعات و تبلیغات برای ارتش کار می‌کرد، نقشه‌ها را توزیع می‌کرد، آثار ادبی منتشر می‌کرد، و یک دفتر تحریریه برای نوشته‌های زیرزمینی راه‌اندازی کرد.

## مرگ و میراث
فلسزاروا در ۳۰ ژوئن یا ۱ ژوئیه ۱۹۶۹ در در طول یک سفر دریایی در رودخانه ویستولا در حالی که روی کشتی حضور داشت جان باخت. او در گورستان پوازکی ورشو به خاک سپرده شد. شاهکار او که یک کتاب‌نامه ۵ جلدی در مورد تاریخ علوم زمین در لهستان است، توسط دانشمندان بعدی تکمیل شده است و باعث شد تا او را یک پیشگام برای تأسیس رشته علوم زمین‌شناسی در لهستان بدانند.